# Cattedrale della Dormizione di Nostra Signora
La Cattedrale della Dormizione di Nostra Signora (in arabo كاتدرائية سيدة النياح للروم الملكيين في دمشق‎?, chiamata anche Cattedrale Patriarcale Greco-Melchita della Dormizione di Nostra Signora) è la cattedrale della Chiesa cattolica greco-melchita nella città di Damasco, in Siria.

## Descrizione
È la sede dell'arcieparchia di Damasco (in latino Archieparchia Damascena Graecorum Melkitarum), che diepnde dal Patriarcato di Antiochia dei melchiti. I suoi fedeli, assegnati dal XVII secolo alla Santa Sede di Roma, impiegano la lingua araba e il rito bizantino.
A partire dal 2006, l'eparca è Youssef Absi, ex superiore generale della Società dei missionari di San Paolo. Il 21 giugno 2017 è stato eletto patriarca greco-melchita.
La cattedrale è consacrata alla Dormizione della Vergine, associato al dogma cristiano e alla Solennità dell'Assunzione di Maria al cielo in anima e corpo.

## Galleria d'immagini

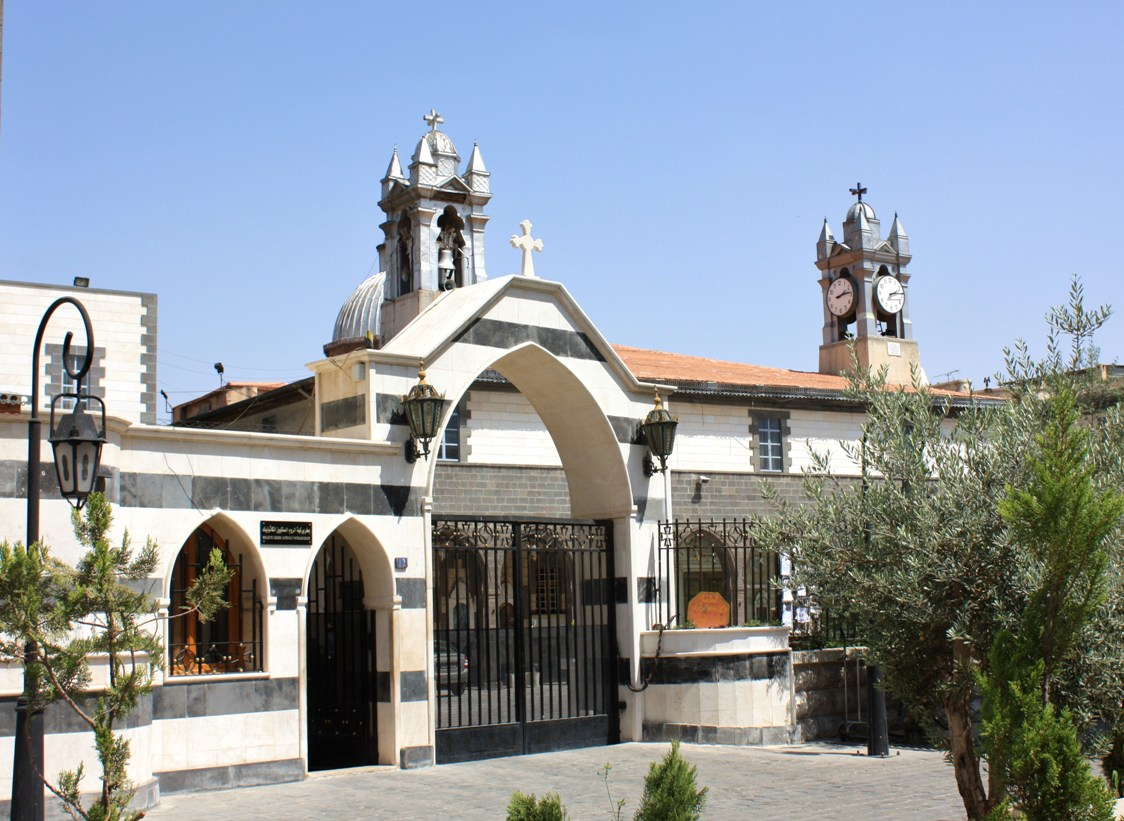
La Cattedrale di Nostra Signora della Dormizione, a Damasco
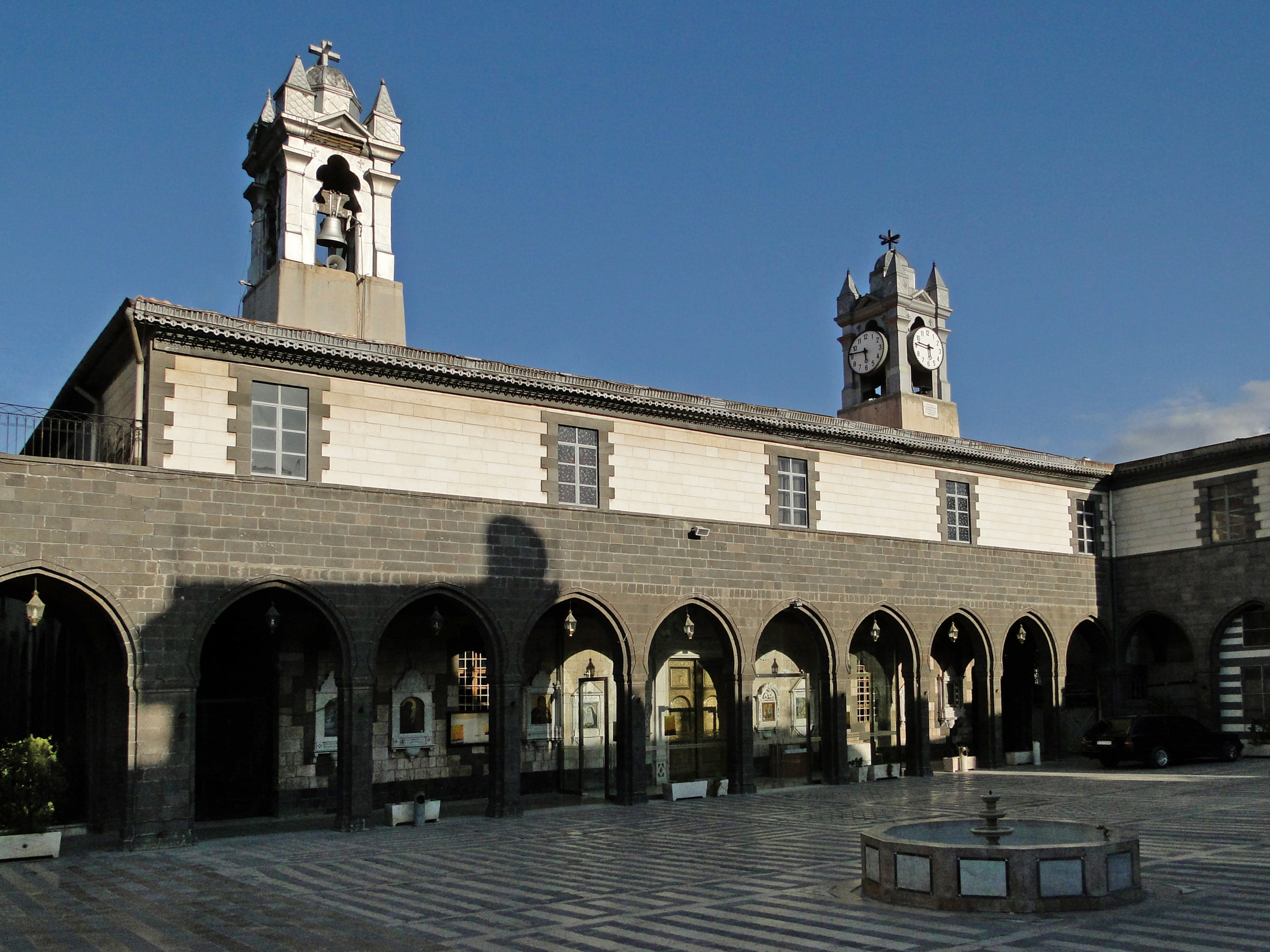
Particolare del chiostro